# 德木·阿旺洛桑赤列绕杰
德木·阿旺洛桑赤列绕杰（藏語：ངག་དབང་བློ་བཟང་ཕྲིན་ལས་རབ་རྒྱས་，威利转写：ngag dbang blo bzang phrin las rab rgyas，1856年—1899年）藏族，桑耶那地方人，第九世德木活佛。

## 生平

### 就任摄政
清朝咸丰八年（1858年），他经金瓶掣签被确定为第八世德木活佛的转世灵童。后来坐床正式继任德木活佛。
藏历火狗年4月8日（1886年），摄政达察通善呼图克图阿旺贝丹圆寂。5天后，噶厦召开“春都杰措”（民众大会），推举第穆呼图克图阿旺洛桑赤列绕杰为代理摄政，并通过驻藏大臣转奏清廷。获得清廷批准后，同年9月13日，按照传统方式在布达拉宫东侧的日乃贡色殿举行了摄政就任仪式。阿旺洛桑赤列绕杰朝拜了十三世达赖，并从驻藏大臣手中接过了摄政银印。
光绪十三年（1887年），奏充十三世达赖的正经师。原副经师普觉活佛留任。在任摄政期间，阿旺洛桑赤列绕杰于1888年协助十三世达赖进行了确认八世班禅额尔德尼转世灵童的金瓶掣鉴。
1888年土鼠年戰爭中，他积极组织藏军抗击入侵的英军，但损失惨重。驻藏大臣文硕全力支持西藏僧俗抗英，并制定了一系列战略计划，反對清政府政策。他致函称英俄对西藏如此兴味，并非仅为通商，另有永久性的险恶目的。西藏人民捍卫佛门教法，保卫自己家乡的举动是正义的。因此清政府应当给予支持。清政府並不采纳文硕建议，并革去文硕的驻藏大臣一职，改由升泰接任。升泰到西藏就职以后，命令藏军到帕里待命，不得反攻英军，还亲自赴前线，并屡次致信西藏噶厦要求撤走驻在西藏亚东的藏军。西藏噶厦虽然表面上执行驻藏大臣的命令，其实暗中仍将藏军分散在原地区，未撤退。升泰提出准备在亚东同英国就藏英通商事宜进行磋商时，摄政阿旺洛桑赤列绕杰、噶厦、三大寺还有其他政府官员经共同商议以后，向升泰递交了一封决战书，内称：
自光绪二年，藏历第十五甲子火鸡年以来，英国屡次以开辟通商为名，以达到武力侵略西藏为实。对此，我全藏广大僧俗人民采取了抵制态度。我方在新战中虽遭受了挫折，但丝毫没有动摇我全藏军民抗击侵略者决心。我们仍在派增援部队，进行着同侵略者顽强的战斗。如果贵大臣竟以皇帝旨意胁迫西藏军民放下武器，停止抵抗，那么我等只能把驻守在亚东的抵抗部队不再集结于一隅之地，但绝对不能撤出；把部队分散布防于该地区。如果撤退的话，正好给了敌人可乘的好机会，因此请准许执行我们的方案。
但是，包括上书决战书在内的西藏僧俗所有请战意见及建议均被升泰拒绝。同年2月，升泰被清廷任命为全权大臣，赴英属印度加尔各答同英国代表五部督军首席大臣签订了《中英藏印條約》。1893年，清廷派代表又同英国签订了关于亚东关的《中英藏印續約》。这些条约严重损害了西藏的利益，遭到西藏高层的强烈反对。
1890年（光绪十六年），他因办理印藏通商有功，获清廷赏“靖善禅师”名号。
藏历木羊年（1895年），十三世达赖年满20岁时，在释迦牟尼像前接受戒律主持传昭法会，亲临大昭寺，并于元月十一日登上了摆着供灯及供品的释迦牟尼像及专门迎请的达苏马如来像前的法座，由佛师普布觉·强巴嘉措任授戒堪布，为达赖授近圆戒。受戒完毕，达赖在大昭寺接受了摄政第穆呼图克图阿旺洛桑赤列绕杰、公、噶伦、札萨、台吉及三大寺代表等全体僧俗官员所献的哈达、曼遮等。
当时，西藏形势错综复杂。首先，因为隆吐山失守，西藏在政治、经济、军事等各方面受到空前损失，社会矛盾日趋激化。其次，西藏高层内部权力斗争日益激烈。其三，清朝政府衰朽不堪，实施对内对外政策的能力大大降低。见此恶劣情形，摄政阿旺洛桑赤列绕杰多次请求辞职，并且奏请清朝政府让达赖管理西藏政务。1895年，他请求辞职时，达赖自认年纪尚轻，故未接受，但民众大会讨论后认为历世达赖均18岁亲政，而十三世达赖已经20岁，应接受全藏民众的愿望，为了全藏众生之福利而立即亲政。藏历木羊年（1895年），清朝光绪帝降谕旨：
尔金刚持逹賴喇嘛现年岁已长大，通达福根显密诸法，对释迦牟尼精典之黄教体系更是彻悟。对众生如同爱子不分亲疏，明知依法惩治恶人是属为民除害。金刚持逹賴喇嘛与大皇帝一样为皇天之下、大地之上众生之父母，给西域之众生福利安乐，为授权逹賴喇嘛掌管政教事务，特遣使带去重礼，尔要喜纳，并要尤当宏扬佛教，造福于众生，为之勤奋。
此后，藏历木羊年8月8日，达赖亲政大典在布达拉宫司喜平措大殿举行。阿旺洛桑赤列绕杰随即卸任，回到丹吉林。

### 第穆事件（妖鞋事件）
光绪二十五年（1899年），发生了所谓暗害十三世达赖事件，阿旺洛桑赤列绕杰被当作主犯，后于同年在丹吉林圆寂。对于此案，至今众说纷纭。有的说其阴谋篡位一事完全是莫须有。据说，他最后是被囚禁在丹吉林内饿死，拉萨的上层人士中还有的说法称是“把第穆浸泡在丹吉林寺内一个巨大的铜水桶里活活淹死的”。
十三世达赖的传记《稀奇珍宝链》中称：
卸任摄政第穆·阿旺罗桑赤来饶杰曾虽受到施主大皇帝的重恩，闻其为政教事业做出了贡献，但是近来借丹吉林拉章的居心正直主持长老去世之机，勾结其侄儿罗布次仁和顿丹等传承人，对达赖亲政表示不满，企图将达赖谋害杀死，篡位摄政。为了达到此目的，将达赖生年月日写在符咒上面，埋在布达拉宫四周、桑耶寺之海布山上以及其他神地，进行诅咒。彼等又送达赖一双靴子，在靴底里面缝了达赖生年月日之符咒。当时达赖顿感不适，乃请求乃琼降麻东益喜神，看出达赖靴底有可疑之处，拆开检查，发现符咒。根据这一线索进行追査，遂逮捕罗布次仁和顿丹，该二犯因见证据确凿，无可诡辩，全部供认不讳。此案发现以后，噶厦召集三大寺及全体僧俗官员会议。会议一致决定以罪犯绳之以法，没收丹吉林寺所有财产，令卸任第穆坐静于丹吉林法苑，未受过任何迫害，最后因病而死。
阿旺洛桑赤列绕杰圆寂后，噶厦随即决定革除德木活佛系统的呼图克图封号，并且禁止阿旺洛桑赤列绕杰转世。后来，亲手做靴子的工匠以及阿旺洛桑赤列绕杰的近侍回忆称，此案是西藏当权者“借靴子做文章”，加害阿旺洛桑赤列绕杰。该事件发生后，十三世达赖确立了在西藏的实际政教领袖地位。《西藏民族政教史略》中称：“从此十三世达赖威服全藏，莫敢有违。”
阿旺洛桑赤列绕杰圆寂后，宣统二年（1910年），哲蚌寺洛色林札仓、色拉寺麦札仓以及丹吉林全体僧众，向噶厦呼吁为其冤案平反。清廷下旨，要求査明真相。经调查，结论为“实属诬害，深表同情。”其后，清廷下达“复其职权，归还其一切财产”的“诏书令”。同时，清廷宣布允许寻访第穆呼图克图转世灵童，后经寻访认定转世灵童，随后该转世灵童被从色拉曲顶迎请至丹吉林，此后经坐床继任第穆呼图克图，这就是德木·丹增嘉措，清廷恢复其此前被革除的名号及财产和权力。但噶厦未恢复其呼图克图封号。